# АКСМ-321
АКСМ-321 (БКМ-321, разг. Белка) — белорусский низкопольный троллейбус большой вместимости для внутригородских пассажирских перевозок, выпускаемый серийно с 2003 на Белкоммунмаше. Относится к третьему поколению троллейбусов, разработанных заводом.
Модель троллейбуса используется во многих городах России, а также в Беларуси, Украине, Киргизии, Молдавии и Сербии. Большинство выпущенных машин было поставлено в Минск (28%), Кишинёв (11%), Москву (9%), Гомель (7%), Санкт-Петербург (5%), в Белград и Могилёв (по 4%).

## Описание
Троллейбус модели 321 — двухосный низкопольный городской троллейбус большой вместимости. Кузов троллейбуса имеет несущую конструкцию. Обшивка крыши и боковин выполняется из листов высокопрочной оцинкованной стали. Трубы каркаса, обшивка кузова, днище кузова, поверхности рамы-фермы, мосты и некоторые другие элементы обрабатываются антикоррозионными эмалями французской фирмы RM. Кузов также покрывается фосфатной краской, защищающей кузов от коррозии, кузов имеет ресурс работы не менее десяти лет.
Передок троллейбуса, а именно его обшивка, выполняется из стеклопластиковой панели. Бампер троллейбуса выполнен из стали и облицован стеклопластиковой оболочкой. Бампер состоит из трёх частей. В 2008 году троллейбус модели 321 пережил рестайлинг и передние фары были заменены на светотехнику, унифицированную с новыми моделями грузовых автомобилей МАЗ, сделанную в Руденске. В 2007 году было выпущено несколько экземпляров с точечной оптикой фирмы Hella, однако в дальнейшем машины с такими фарами уже не выпускали. С 2009 года троллейбусы получили новые головные фары производства Белоруссии и передний бампер новой формы.
Лобовое стекло троллейбуса АКСМ-321 — панорамного типа, стеклоочистители троллейбуса — горизонтального типа (установлены друг под другом). Троллейбусы АКСМ-321 по желанию заказчика оснащаются информационными системами таких производителей, как «Интеграл», «МЭМЗ» (до 2010 года), «АГИТ» (ранее для России), «Селена» (ранее для Москвы), «ТИСА» (единичные экземпляры для Москвы), «Орбита» (2017, для Москвы) и «ИР» (с 2017, для Санкт-Петербурга). Боковые зеркала заднего вида — сферического типа, оборудованы антибликовым покрытием и электроподогревом. Моторный отсек троллейбуса размещён в его заднем свесе с левой стороны. АКСМ-321 может комплектоваться различными электродвигателями: ДК-211БМ российского производства постоянного тока (мощностью 170 киловатт), асинхронным чешским Škoda (мощностью 185 киловатт), асинхронным белорусского производства АНТ-155 (мощностью 185 киловатт), а также асинхронными двигателями российского производства ДТА-1У1 (мощностью 180 киловатт) и АТЧД-250 (мощностью 150 киловатт).
Троллейбус оборудован пневматической системой штангоулавливания, обеспечивающей дистанционный съём штанг с проводов контактной сети, в дальнейшем токоприемники фиксируются вдоль оси троллейбуса. Кроме этого, троллейбус оборудован двумя бобинами, прикреплёнными к задней панели и барабанами внутри них, на которые наматываются канаты для обычного снятия штанг с контактной сети. Задняя часть, как и передок, выполнена из стеклопластика, бампер — стальной со стеклопластиковой облицовкой.
Троллейбусы оснащаются мостами европейских производителей Rába или ZF.
Для питания низковольтных цепей троллейбуса применяется статический преобразователь, преобразующий входное напряжение 550 вольт в 28 вольт; для питания низковольтных цепей также применяются две 12-вольтные аккумуляторные батареи. Возможна также установка конденсаторных батарей для автономного хода.
Троллейбус АКСМ-321 оснащён пневматической подвеской. Передняя подвеска троллейбуса — двухбаллонная, зависимая пневматическая. Задняя подвеска — четырехбалонная, зависимая пневматическая. Упругие элементы подвески — пневмобаллоны, кроме обеспечения мягкости хода предоставляют троллейбусу возможность присесть на остановках направо, понижая уровень пола ещё на несколько сантиметров для облегчения посадки инвалидов и пассажиров с детскими колясками.
Тормозная система троллейбуса — двухступенчатая. Пневматическая тормозная система троллейбуса — двухконтурная, тормозные механизмы передних колёс являются дисковыми (при использовании мостов ZF) или барабанными (при использовании мостов Rába). Тормозные механизмы ведущего моста — барабанного типа Rába или дискового типа ZF Passau. Кроме этого, троллейбус оборудован антиблокировочной системой (ABS).
Троллейбус имеет низкий уровень пола при всех входах, высота пола составляет 36 сантиметров над уровнем земли. Предусмотрена откидная аппарель при входе в средней двери.
Пол салона выполняется из бакелизированной фанеры толщиной 12 миллиметров, которая крепится к основанию кузова (рамы-фермы); затем застилается износостойким ковром из нескользящего линолеума; обшивка бортов и потолка выполняется из пластика серого и белого цветов. Поручни троллейбуса выполнены из тонкой стальной трубы и окрашены полимерной краской, что улучшает их устойчивость к коррозии; перила устойчивы против механического износа и солнечного света; поручни снизу крепятся к полу салона, сверху — к потолку; вертикальные поручни могут оснащаться кнопками подачи сигнала водителю с целью остановки троллейбуса по требованию. Горизонтальные поручни могут быть оборудованы кожаными ручками для большего удобства. В 2011 году был изменён дизайн поручней и стеклянных перегородок на аналогичный автобусу МАЗ-203.

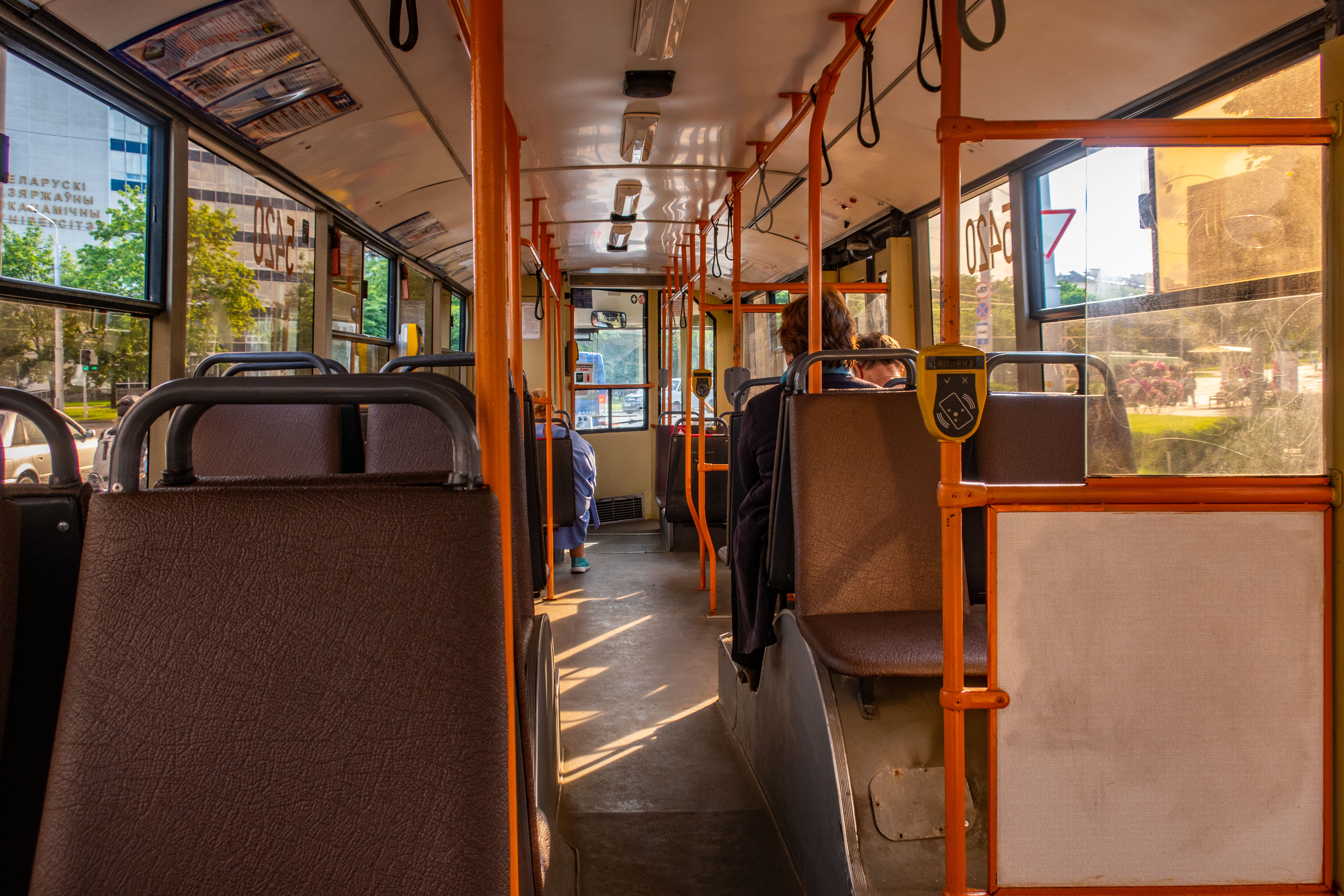
В салоне троллейбуса АКСМ-321 в Минске. Справа видны валидаторы для оплаты проезда бесконтактными картами

В салоне размещается 26 сидений, полная вместимость троллейбуса составляет 115 (101, согласно требованиям ЕЭК ООН) человек. Система вентиляции салона представлена большими сдвижными форточками, на троллейбусах после 2012 года выпуска появились два вентилятора салона. Единственный существенный недостаток — отсутствие крышных люков из-за компоновки электрооборудования на крыше (однако роль аварийного выхода также играет заднее стекло). Возможна установка кондиционера как для водителя, так и для пассажирского салона. Система отопления в пассажирском салоне представлена тремя электрокалориферами с двумя режимами обогрева и мощностью четыре киловатта (2 штуки) и шесть киловатт — (1 штука); в кабине водителя стоит электрокалорифер мощностью в 6 КВт.
Приборная панель троллейбуса сделана в виде полукруга, что предоставляет водителю быстрый доступ ко всем необходимым органам управления. Посередине приборной панели размещён блок из показательных приборов: посередине панели размещён большой округлый спидометр (немецкого производства, VDO), имеющий электронный одометр, слева и справа от спидометра размещаются манометры и указатель напряжения в бортовой сети. На части троллейбусов эти приборы заменены электронным дисплеем. С 2011 года устанавливается новая панель, аналогичная по форме троллейбусу модели 420. Справа и слева от показательных приборов размещены клавиши открытия и закрытия дверей, включение аварийной сигнализации, управления направлением движения троллейбуса (а он может сдавать назад при необходимости); слева от водителя размещается дополнительная боковая панель, на которой размещается рычаг ручного тормоза, похожий на джойстик, управление системой штангоулавливания и другие органы управления, на левой части приборной панели размещены клавиши управления включения отопления и вентиляции, внутренней и внешней светотехники.
В 2016 году был проведён второй рестайлинг модели. Троллейбус получил новую маску с восьмиугольным ветровым стеклом, а также линзовую оптику Hella, новую заднюю маску с такой же рублено-ломаной формой окна и круглыми фонарями. Некоторые троллейбусы также выпускаются с применением прежней передней светотехники образца 2009 года.
В 2021 году на выставке Ecology Expo 2021 в Минске была представлена рестайлинговая версия троллейбуса. Дизайн кузова был унифицирован с электробусом Е321 «Ольгерд». Разработка рестайлинговой версии началась в 2017-2018 годах: Белкоммунмаш принял участие в тендере на поставку электробусов для Москвы. Хотя предприятие не смогло выиграть тендер (и в итоге не поставило ни одного электробуса для Москвы), оно не отказалось от разработки рестайлинга.

## Модификации
- АКСМ-32100 (базовая модель) — троллейбус с транзисторной системой управления на IGBT-модулях и двигателем переменного тока. Начиная с 2009 года оснащается аварийным автономным ходом до 0,5-2 км. Настройка инвертора тягового привода производится через программу АС Drive производства УП «Белкоммунмаш». С помощью этой программы при желании можно сделать макс.скорость 80 км/ч или макс.разгон до 60 км/ч за 5 сек.
- АКСМ-32100А — троллейбус с транзисторной системой управления на IGBT-модулях и асинхронным двигателем переменного тока, оснащён автономным ходом с помощью дизель-генератора. Производились в 2013 и 2014 годах, все шесть экземпляров поступили в Брест.
- АКСМ-32100С — троллейбус с транзисторной системой управления на IGBT-модулях и асинхронным двигателем переменного тока. Электрооборудование производства Škoda. Один экземпляр выставлялся в 2008 году в городе Пловдив (Болгария), в конечном итоге он оказался в Петербурге. 83 машины поставлены в 2010 году в Белград (Сербия), ещё один экземпляр обкатывался в 2010 году в Чернигове и Севастополе, но в конечном итоге оказался в Гродно.
- АКСМ-32100D — троллейбус с транзисторной системой управления на IGBT-модулях и асинхронным двигателем переменного тока, оснащён автономным ходом на основе литий-железо-фосфатных аккумуляторов с запасом до 30 километров. В отличие от АКСМ-32100, оснащён тяговым двигателем на 150 кВт. Первые три экземпляра данной модификации поступили в конце 2015 года в Ульяновск. В 2016—2019 годах были поставлены в Гродно (5 экземпляров), Гомель (4 экземпляра), Санкт-Петербург (35 экземпляров), Витебск (4 экземпляра). В 2021 году были поставлены в Минск (25 экземпляров, первый начал эксплуатироваться 25 марта 2021 года) и Врацу (9 машин). В декабре 2021 года в Гродно пришли ещё три рестайлинговых экземпляров для работы нового 24 маршрута.
- АКСМ-32102 — троллейбус с тиристорно-импульсной системой управления и двигателем постоянного тока.Основным недостатком этих моделей являются очень резкие и сильные скачки тока и напряжения в системе управления до скорости 30 км,/ч, что в конечном итоге представляет серьёзную опасность как для участников дорожного движения так и для пассажиров.Нередко при прохождении изоляторов и обесточенных участков троллейбусы резко рвало с места что приводило к ДТП и травмам пассажиров.На данный момент такие модели эксплуатируются только в городах Республики Беларусь.
- АКСМ-32104 — троллейбус с транзисторной системой управления на IGBT-модулях и двигателем постоянного тока, единственный экземпляр эксплуатировался в 2005—2015 годах в Минске.
- АКСМ-32104С — троллейбус, 10 экземпляров поставлены в 2005 году в Белград.
- АКСМ-32100М — троллейбус, поставляемый в виде машинокомплекта для сборки:
  - Еталон-Т32100 «БКМ» — производство «Эталон». Собирался в 2011—2012 годах на мощностях Черниговского автозавода, произведено 3 единицы.
  - RTEC 62321 — производство «RTEC». Собирается в Кишинёве с 2012 года на мощностях Дирекции городского электрического транспорта (Regia Transport Electric Chișinău). Выпускается в трёх модификациях:
    - RTEC 62321M1 — лицензионная копия АКСМ-32100. Начиная с 2022 года выпускается в рестайлинговом варианте 2016 года с линзовой оптикой фирмы Hella.
    - RTEC 62321M2 — оборудован ТрСУ SDMC-103 фирмы Informbusiness. Начиная с 2017 года выпускается рестайлинговом варианте 2016 года (машины 2017-2018 годов постройки имеют светотехнику образца 2009 года).
    - RTEC 6232100DM3 — лицензионная копия модификации АКСМ-32100D, оснащённой автономным ходом на основе литий-железо-фосфатных аккумуляторов с запасом до 30 километров.

  - 1К — производство ГУПКО «Курскэлектротранс». Собирался в 2010—2013 годах на мощностях троллейбусного депо, произведено 24 единицы.
  - АКСМ-32102Б — троллейбус, собранный в единственном экземпляре из белорусских комплектующих в Барнауле, там же и эксплуатируется.
  - СВАРЗ-6235.01 — производство СВАРЗ. Собирался в Москве в 2009—2010 годах на мощностях Сокольнического вагоноремонтно-строительного завода, произведено 43 единицы[3]. С 2011 года троллейбусы в такой комплектации производятся непосредственно заводом Белкоммунмаш. Оснащен автономным ходом (20 км/ч; 400—500 метров).

В 2010 году между украинской корпорацией «Эталон» и Белкоммунмашем был подписан договор о выпуске троллейбусов моделей АКСМ-321 в Чернигове, на мощностях Черниговского автозавода. Первый троллейбус в Чернигове собрали весной 2011 года. В конце 2011 года был освоен выпуск троллейбусов с электрооборудованием АРС-ТЕРМ и Чергос для российских заказчиков — однако фактически с тех пор был собран единственный троллейбус. В 2012 году было выпущено ещё два троллейбуса из белорусских комплектующих. Дальнейший выпуск троллейбусов прекращён в связи с окончанием сотрудничества предприятия с белорусской стороной.
В 2021 году заключено лицензионное соглашение между ЦНИИ «Буревестник» и BKM Holding на сборку троллейбусов АКСМ-32100D в Нижнем Новгороде. Первый экземпляр поступил на предприятие 21 августа для презентации, а уже 22 августа вышел с пассажирами на 17 маршрут. Ожидается что после проведения эксплуатационных испытаний будет принято решение о дальнейшей закупке таких троллейбусов.

## Галерея

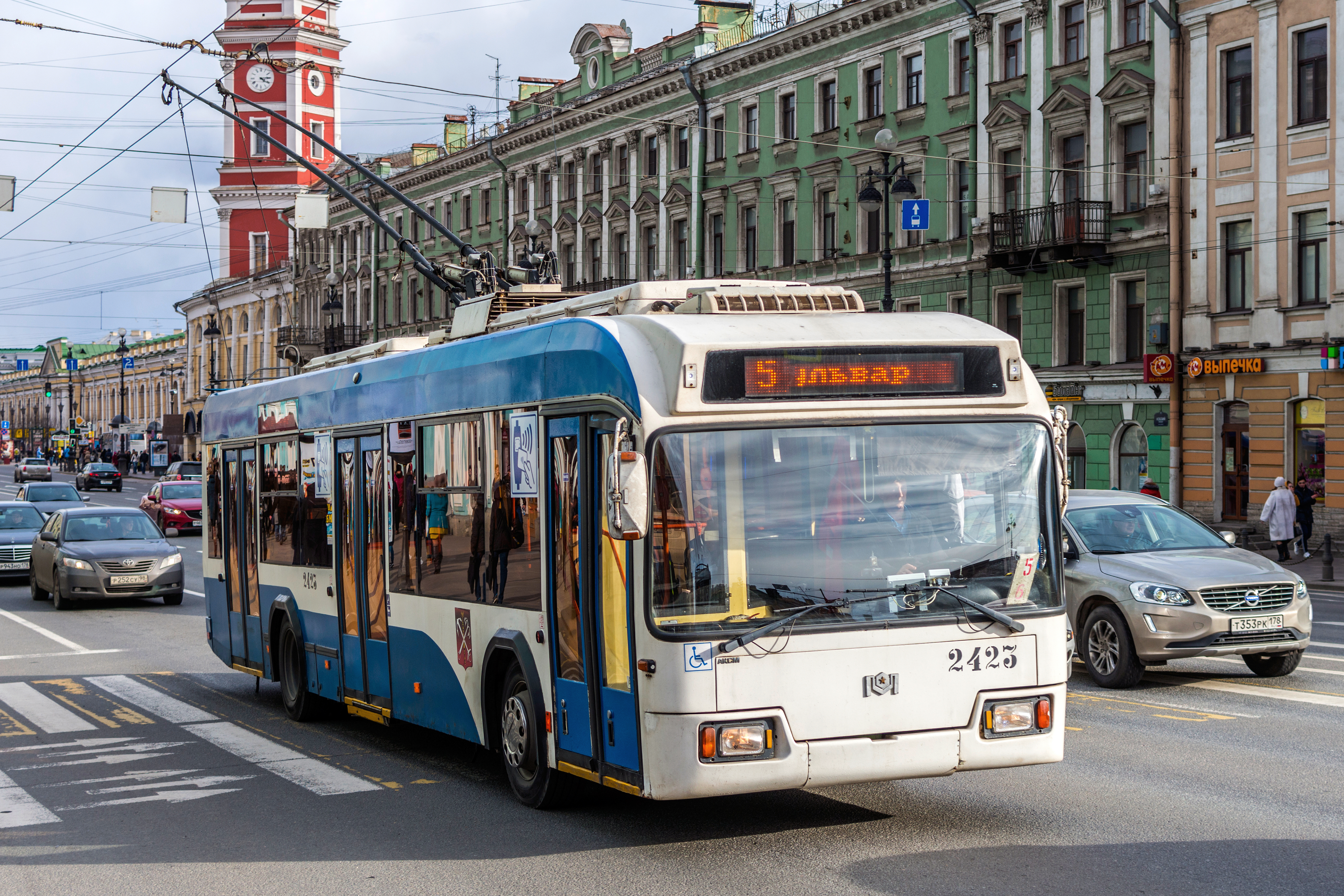
АКСМ-321  в Санкт-Петербурге
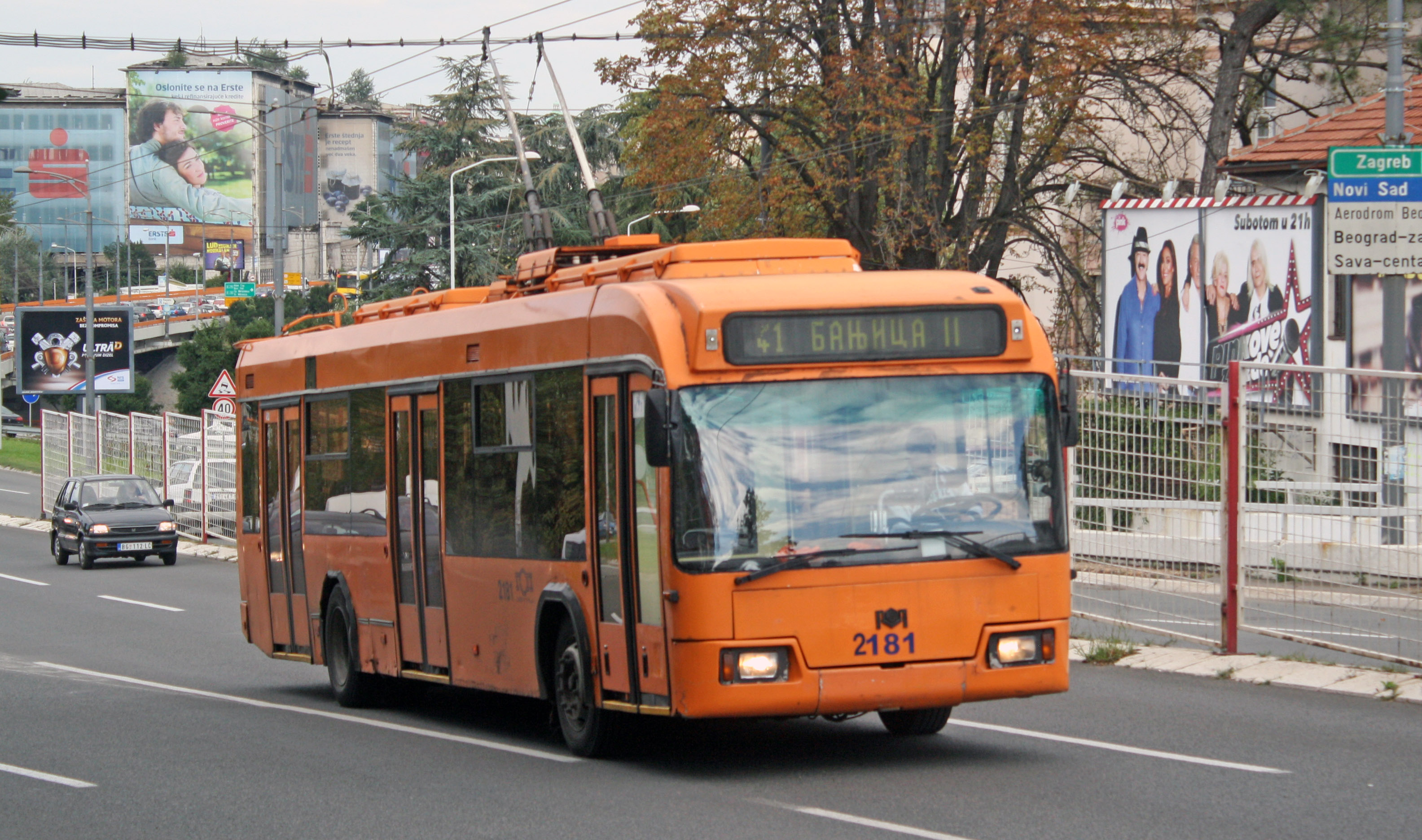
АКСМ-321  в Белграде
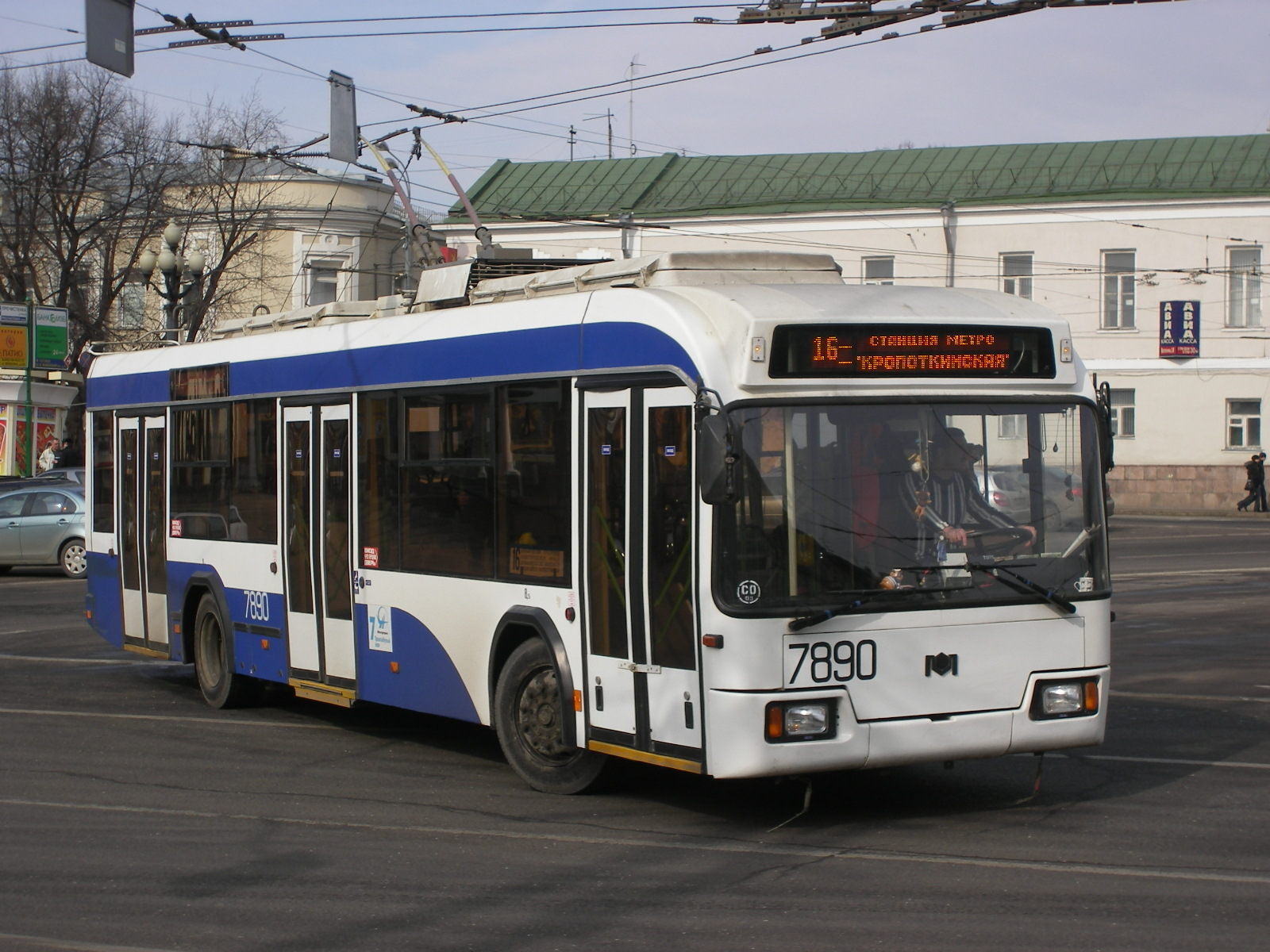
АКСМ-321  в Москве
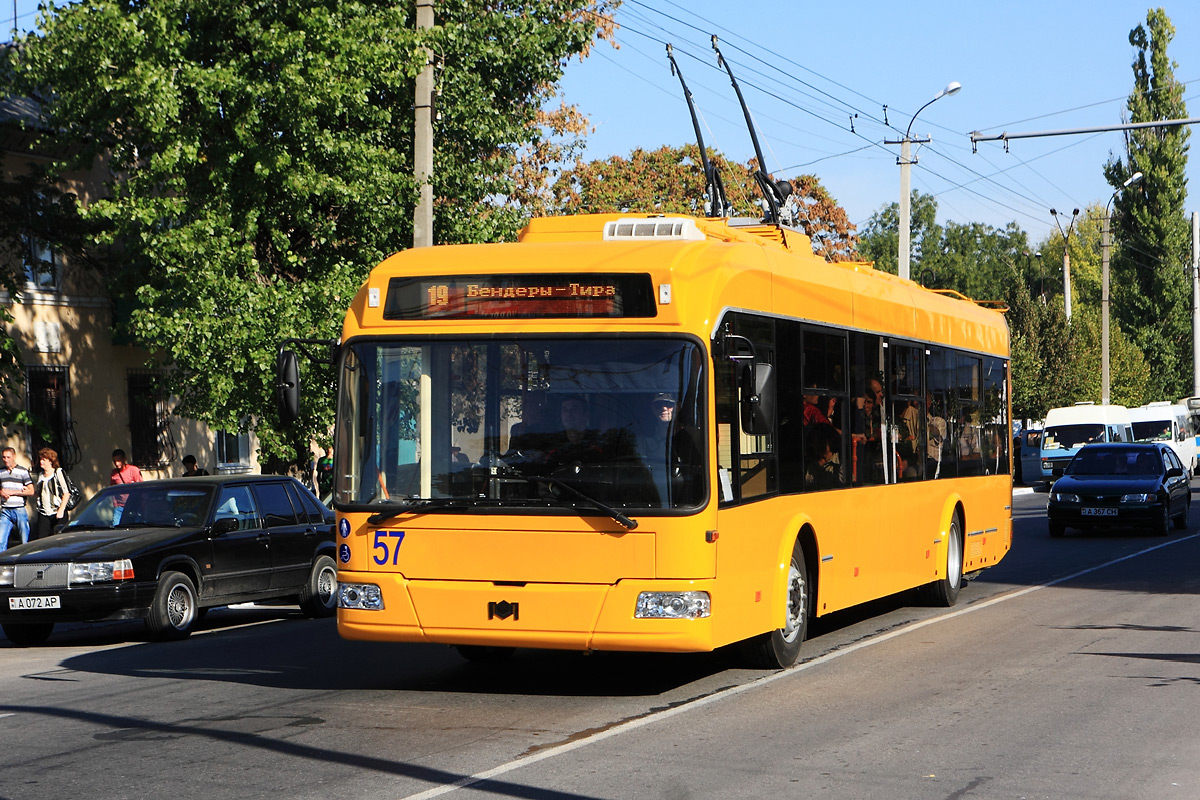
АКСМ-321 «Сябар»  в Бендерах
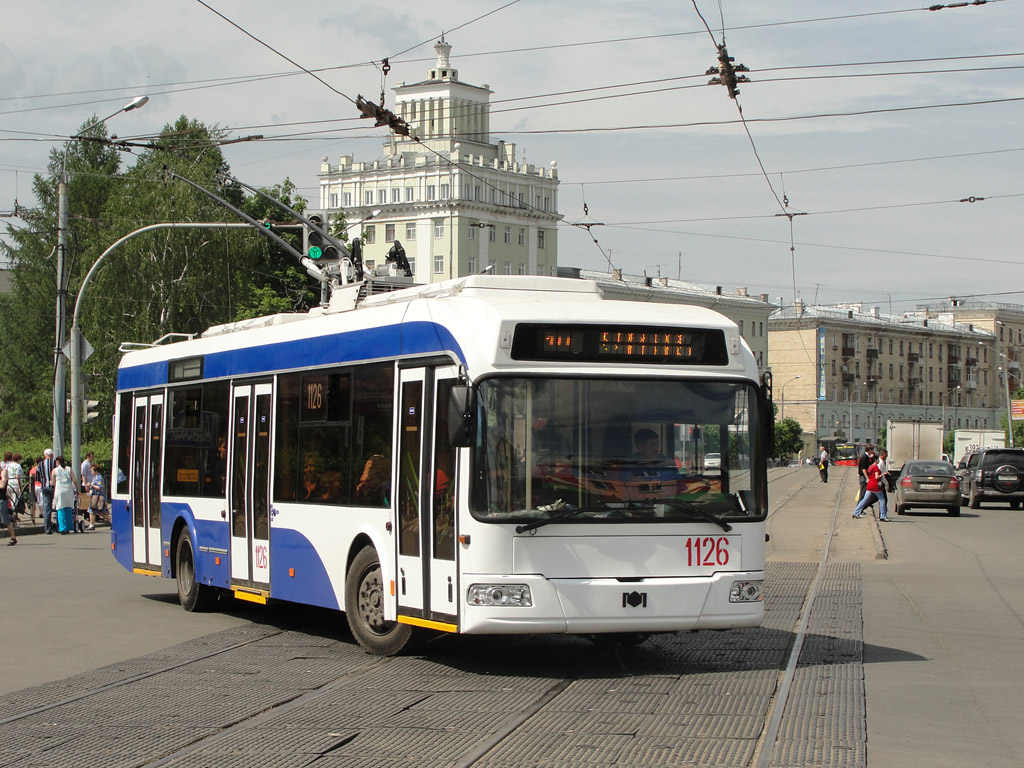
АКСМ-321 «Сябар»  в Казани
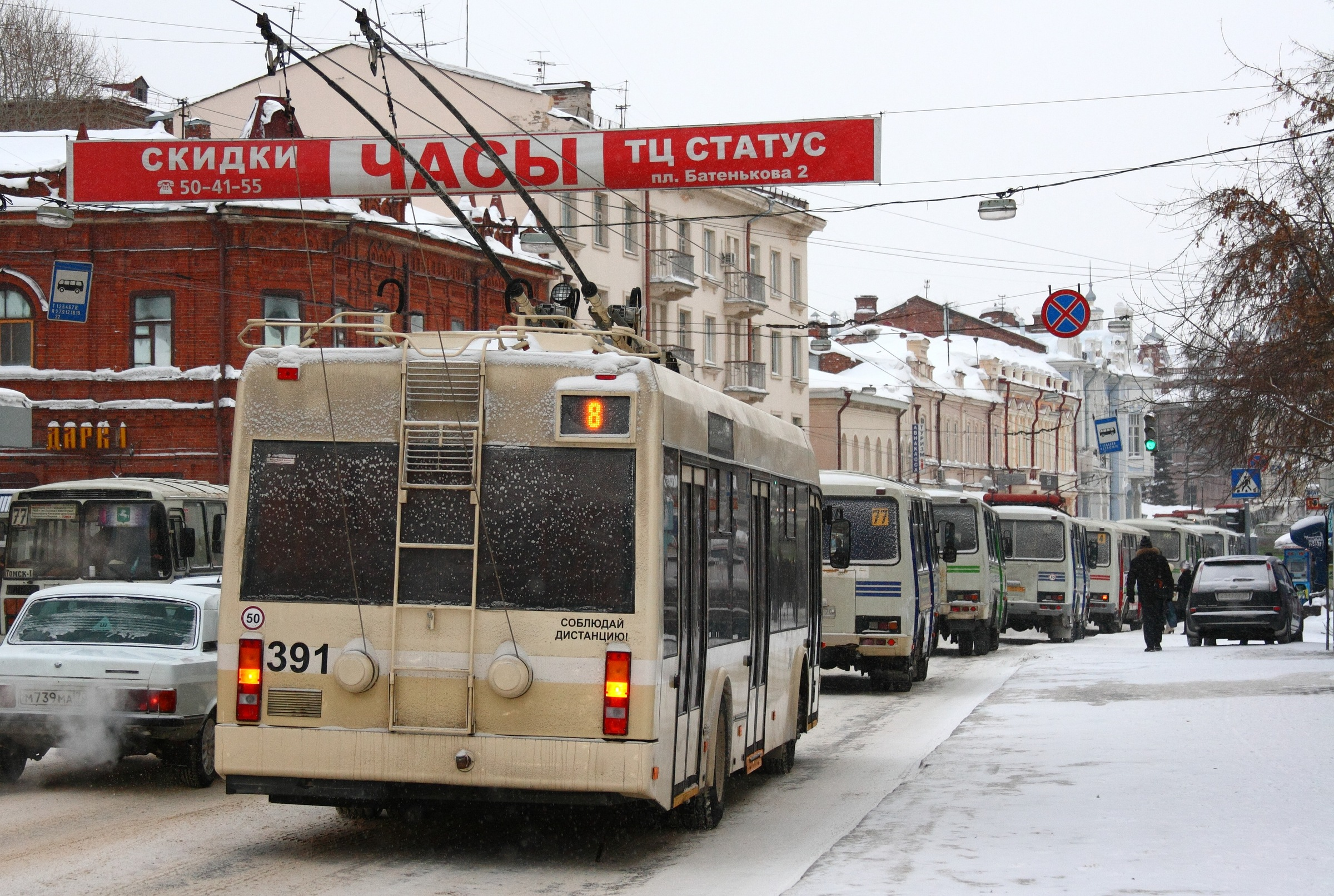
АКСМ-321 «Сябар»  в Томске
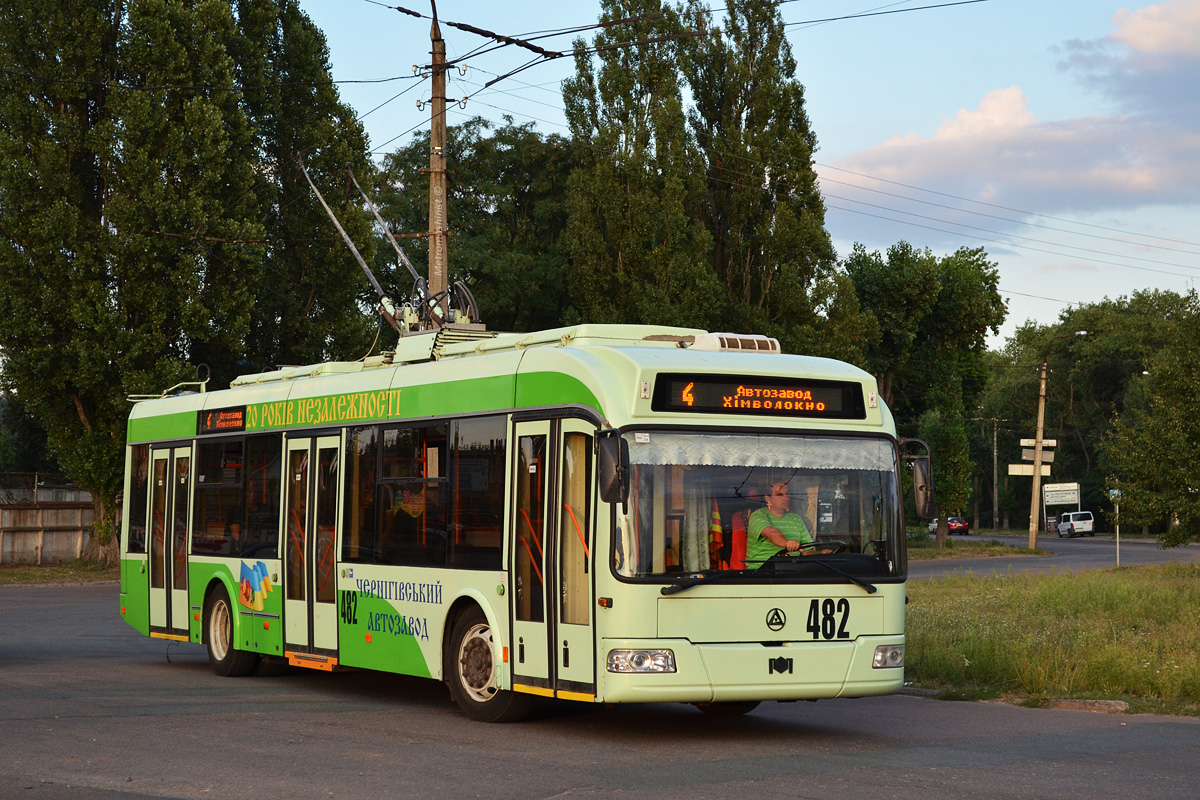
Еталон-Т32100 «БКМ»  в Чернигове
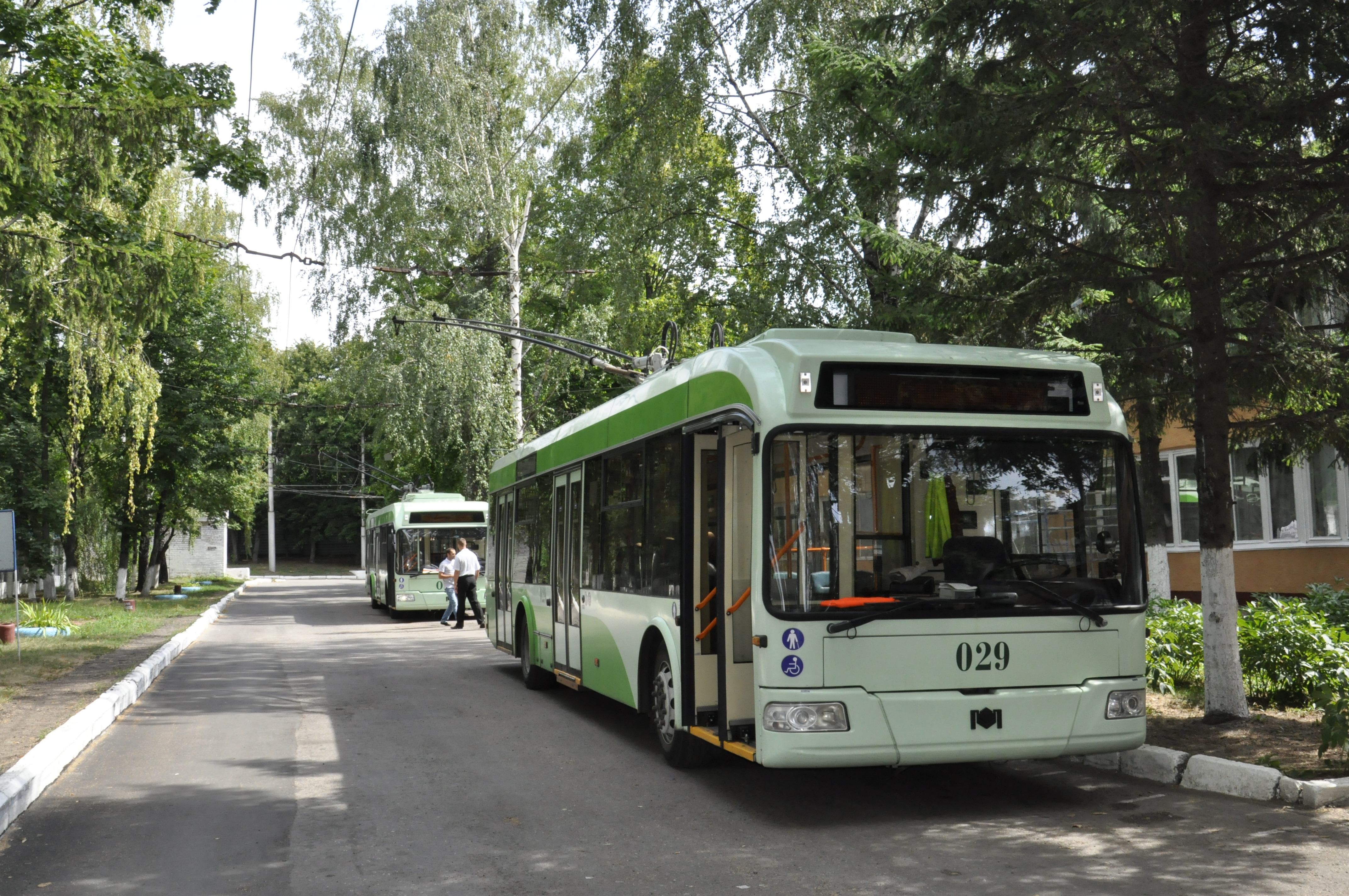
1К  в Курске
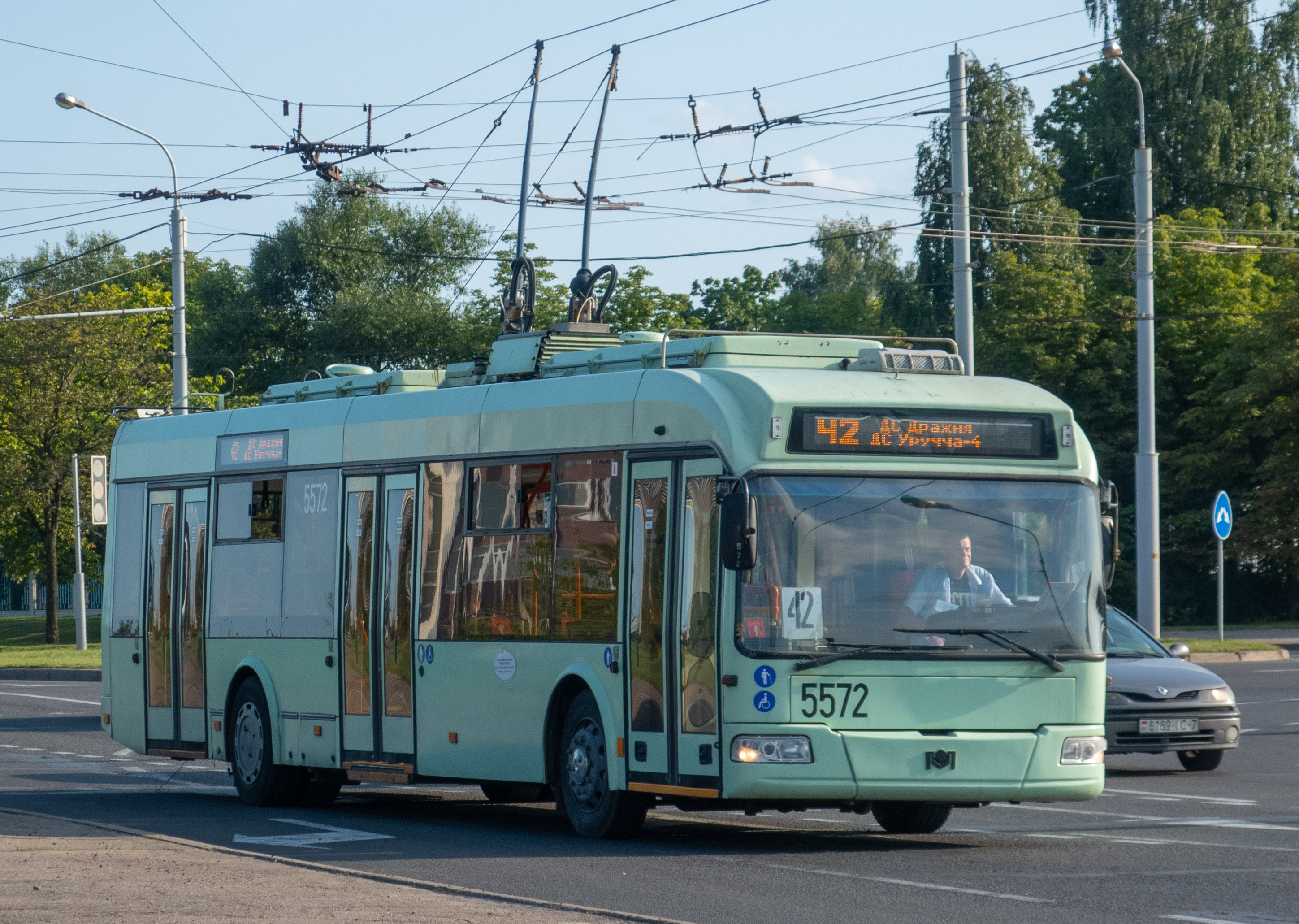
АКСМ-321 «Сябар»  в Минске
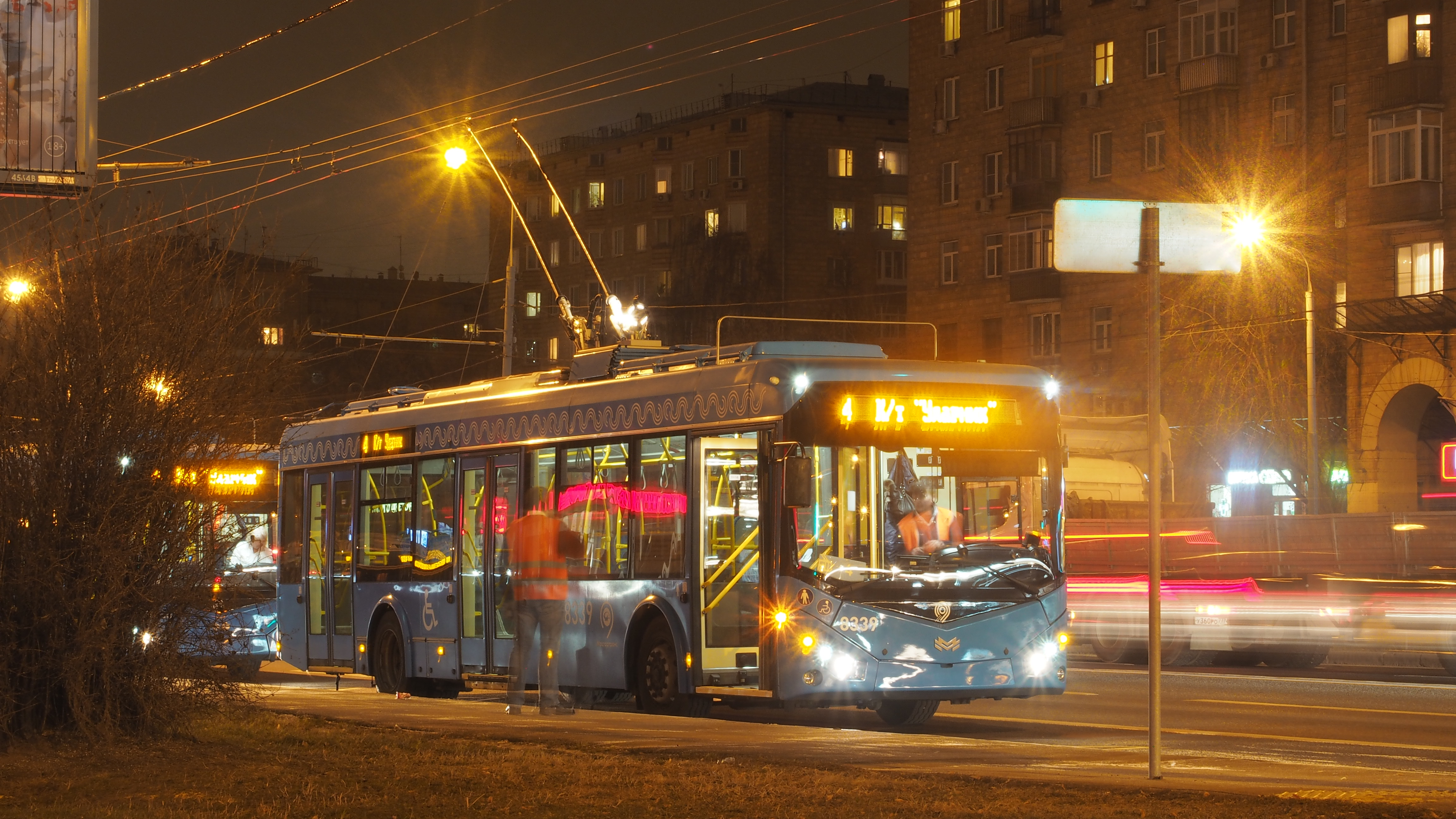
АКСМ-32100D  в Москве (модель не эксплуатируется в Москве с 25 августа 2020 года)
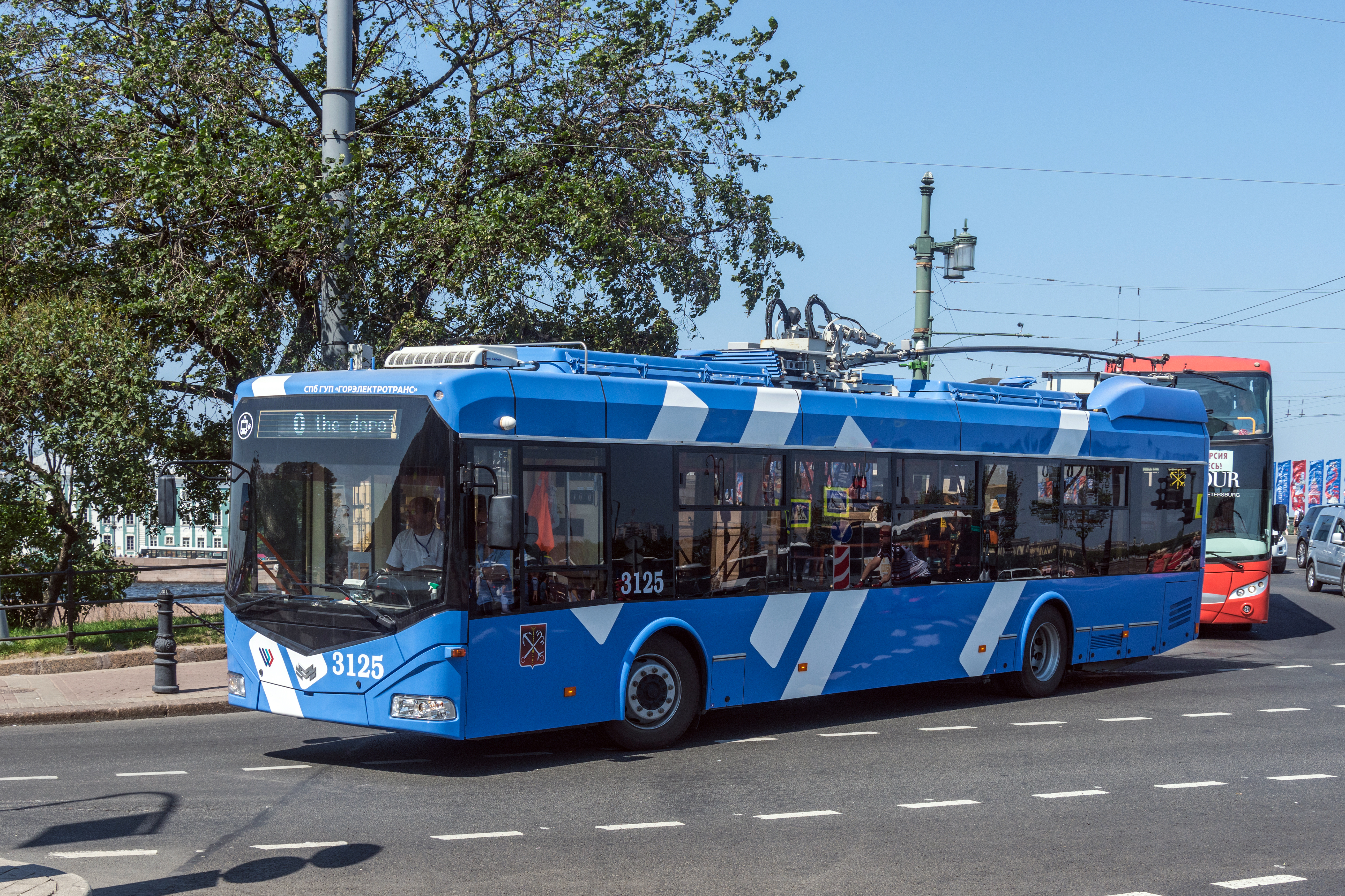
АКСМ-32100D  в режиме электробуса в Санкт-Петербурге
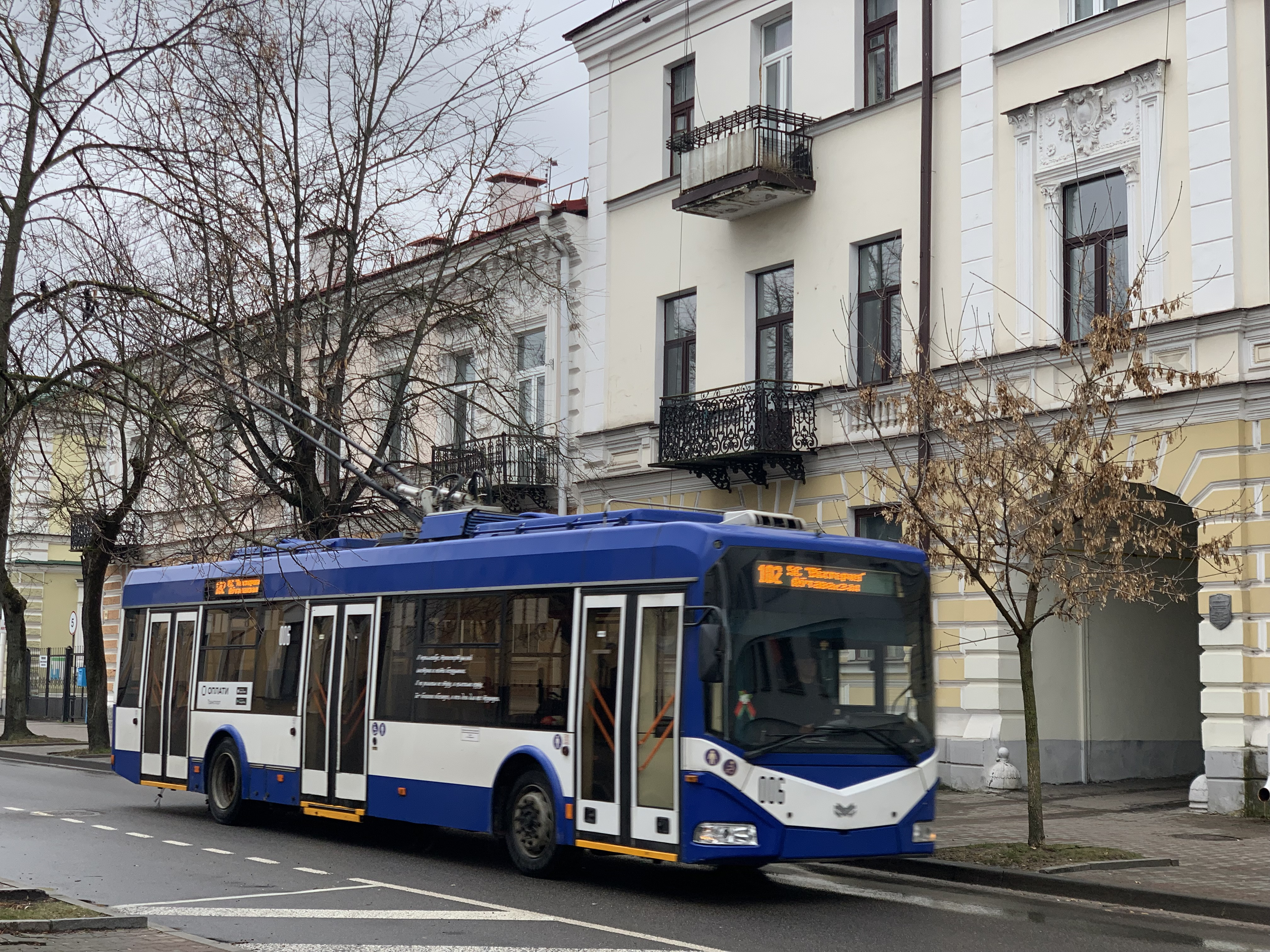
BKM-321 в Бресте
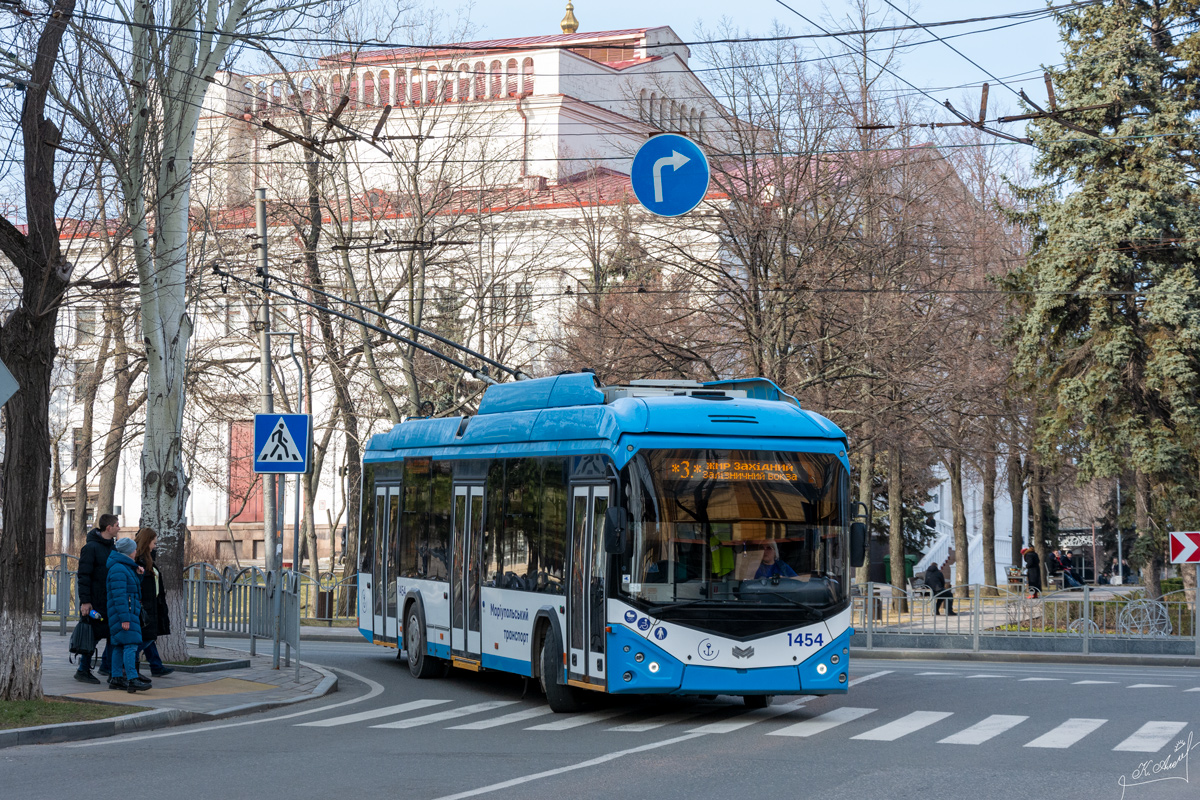
АКСМ-321 (БКМ-Україна)  в Мариуполе
АКСМ-32100D  в режиме электробуса в Волгограде
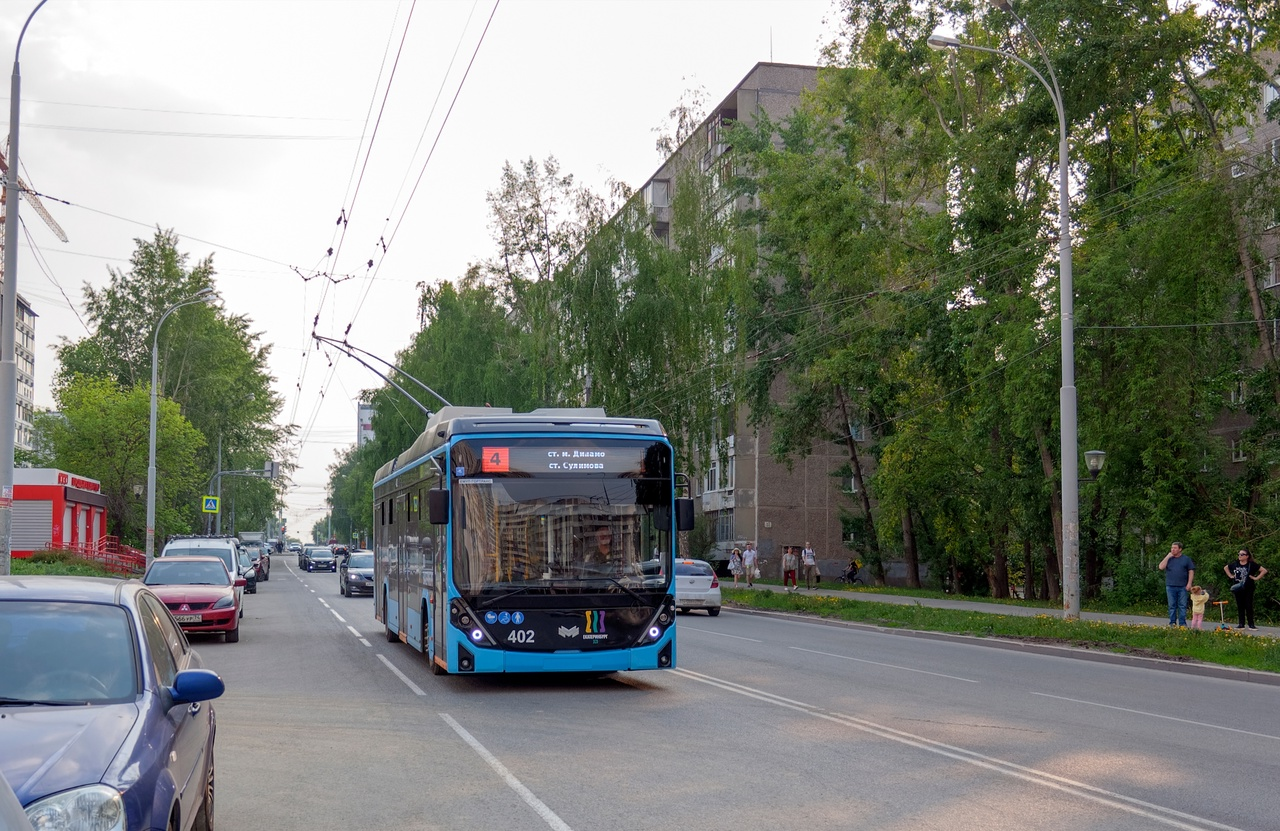
АКСМ-32100D «Ольгерд»  в Екатеринбурге

## Эксплуатация
Модели троллейбуса АКСМ-321 можно встретить во многих городах: Беларуси, России, Украины, Молдавии, Киргизии, Латвии, Таджикистана, Сербии и Приднестровья:
| Страна        | Город                   | Эксплуатирующая организация                             | Модификация                             | Количество |
| Беларусь      | Бобруйск                | УКПП «Бобруйское троллейбусное управление»              | АКСМ-321                                | 6 |
| Беларусь      | Бобруйск                | УКПП «Бобруйское троллейбусное управление»              | АКСМ-32102                              | 35 (1 в ожидании списания, 4 списано)                                                                           |
| Беларусь      | Брест                   | КУТП «Троллейбусный парк»                               | АКСМ-32102                              | 18 |
| Беларусь      | Брест                   | КУТП «Троллейбусный парк»                               | АКСМ-321                                | 27 |
| Беларусь      | Брест                   | КУТП «Троллейбусный парк»                               | АКСМ-32100А                             | 6 |
| Беларусь      | Витебск                 | Витебское трамвайно-троллейбусное управление            | АКСМ-321                                | 31 |
| Беларусь      | Витебск                 | Витебское трамвайно-троллейбусное управление            | АКСМ-32102                              | 43 (14 списано)                                                                                                 |
| Беларусь      | Витебск                 | Витебское трамвайно-троллейбусное управление            | АКСМ-32100D                             | 4 |
| Беларусь      | Гомель                  | КУП «Горэлектротранспорт»                               | АКСМ-321                                | 57 |
| Беларусь      | Гомель                  | КУП «Горэлектротранспорт»                               | АКСМ-32102                              | 98 |
| Беларусь      | Гомель                  | КУП «Горэлектротранспорт»                               | АКСМ-32100D                             | 5 |
| Беларусь      | Гродно                  | УГП «Гродненское троллейбусное управление»              | АКСМ-321                                | 51 |
| Беларусь      | Гродно                  | УГП «Гродненское троллейбусное управление»              | АКСМ-32102                              | 12 (1 списан)                                                                                                   |
| Беларусь      | Гродно                  | УГП «Гродненское троллейбусное управление»              | АКСМ-32100С                             | 1 |
| Беларусь      | Гродно                  | УГП «Гродненское троллейбусное управление»              | АКСМ-32100D                             | 8 (+план: 2) |
| Беларусь      | Минск                   | КУП «Минсктранс»                                        | АКСМ-321                                | 480 (6 в ожидании списания, 63 списано)                                                                         |
| Беларусь      | Минск                   | КУП «Минсктранс»                                        | АКСМ-32102                              | 274 (17 в ожидании списания, 215 списано)                                                                       |
| Беларусь      | Минск                   | КУП «Минсктранс»                                        | АКСМ-32104                              | 1 (списан в 2015)                                                                                               |
| Беларусь      | Минск                   | КУП «Минсктранс»                                        | АКСМ-32100D                             | 25 |
| Беларусь      | Могилёв                 | МГКУП «Горэлектротранспорт»                             | АКСМ-321                                | 7 |
| Беларусь      | Могилёв                 | МГКУП «Горэлектротранспорт»                             | АКСМ-32102                              | 92 (1 в ожидании списания)                                                                                      |
| Кыргызстан    | Бишкек                  | МУП «Бишкекское троллейбусное управление»               | АКСМ-321                                | 26 (2 списаны)                                                                                                  |
| Кыргызстан    | Бишкек                  | МУП «Бишкекское троллейбусное управление»               | АКСМ-32102                              | 10 |
| Латвия        | Рига                    | Рижский троллейбус                                      | АКСМ-321                                | 1 (списан в 2011)                                                                                               |
| Молдова       | Бельцы                  | Бельцкое троллейбусное управление (МПТУ)                | АКСМ-321                                | 23 |
| Молдова       | Кишинёв                 | Кишинёвское управление электрического транспорта (RTEC) | АКСМ-32100М                             | 124 |
| Молдова       | Кишинёв                 | Кишинёвское управление электрического транспорта (RTEC) | АКСМ-321                                | 134 |
| Молдова       | Кишинёв                 | Кишинёвское управление электрического транспорта (RTEC) | АКСМ-32102                              | 1 |
| Молдова       | Кишинёв                 | Кишинёвское управление электрического транспорта (RTEC) | АКСМ-321000                             | 40 |
| Приднестровье | Тирасполь               | МУП «Тираспольское троллейбусное управление»            | АКСМ-321                                | 10 |
| Россия        | Балаково                | Балаковский троллейбус                                  | СВАРЗ-6235.01                           | 14 |
| Россия        | Барнаул                 | МУП «Горэлектротранс»                                   | АКСМ-32102Б                             | 1 |
| Россия        | Волгоград               | МУП «Метроэлектротранс»                                 | БКМ-32100D                              | 56 |
| Россия        | Волгодонск              | МУП «Волгодонское троллейбусное управление»             | АКСМ-321                                | 16 |
| Россия        | Волгодонск              | МУП «Волгодонское троллейбусное управление»             | АКСМ-32100С                             | 2 |
| Россия        | Дзержинск               | Дзержинский троллейбус                                  | АКСМ-321                                | 3 |
| Россия        | Дзержинск               | Дзержинский троллейбус                                  | СВАРЗ-6235.01                           | 9 |
| Россия        | Екатеринбург            | ЕМУП "Гортранс"                                         | АКСМ-32100D «Ольгерд»                   | 49 |
| Россия        | Ижевск                  | Ижевский троллейбус                                     | АКСМ-321                                | 2 |
| Россия        | Йошкар-Ола              | МП «Троллейбусный транспорт»                            | АКСМ-32100D                             | 10 |
| Россия        | Калуга                  | МУП «Управление Калужского троллейбуса»                 | АКСМ-321                                | 43 |
| Россия        | Кемерово                | Кемеровский троллейбус                                  | АКСМ-321                                | 5 |
| Россия        | Краснодар               | МУП «КТТУ»                                              | АКСМ-321                                | 5 |
| Россия        | Красноярск              | МП «Городской транспорт»                                | АКСМ-321                                | 20 |
| Россия        | Киров                   | АО «Автотранспортное предприятие»                       | АКСМ-321                                | 10 |
| Россия        | Курск                   | ГУПКО «Курскэлектротранс»                               | БКМ-321                                 | 6 |
| Россия        | Курск                   | ГУПКО «Курскэлектротранс»                               | 1К                                      | 19 |
| Россия        | Миасс                   | Миасский троллейбус                                     | АКСМ-321                                | 1 |
| Россия        | Москва                  | ГУП «Мосгортранс»                                       | АКСМ-321                                | 7 (все троллейбусы отстранены от эксплуатации в связи с закрытием московского троллейбуса 25 августа 2020 года) |
| Россия        | Мурманск                | Мурманский троллейбус                                   | АКСМ-321                                | 5 |
| Россия        | Нижний Новгород         | МП «Нижегородэлектротранс»                              | АКСМ-32100D (сборка ЦНИИ «Буревестник») | 2 (+план: 30)                                                                                                   |
| Россия        | Нижний Новгород         | МП «Нижегородэлектротранс»                              | АКСМ-321                                | 24 |
| Россия        | Нижний Новгород         | МП «Нижегородэлектротранс»                              | СВАРЗ-6235.01                           | 6 |
| Россия        | Новокуйбышевск          | Новокуйбышевское МУПТП                                  | АКСМ-321                                | 15 |
| Россия        | Новороссийск            | МУП МПТН                                                | АКСМ-32100D                             | 15 |
| Россия        | Пенза                   | ООО «Универсал-Сервис»                                  | АКСМ-321                                | 1 (учебный) |
| Россия        | Петрозаводск            | ПМУП «Городской транспорт»                              | АКСМ-321                                | 5 |
| Россия        | Пермь                   | МУП «Горэлектротранс»                                   | АКСМ-32102                              | 1 (отстранён в связи с закрытием пермского троллейбуса 1 июня 2019 года)                                        |
| Россия        | Ростов-на-Дону          | МУП «Ростовская транспортная компания»                  | АКСМ-321                                | 19 (3 списано)                                                                                                  |
| Россия        | Ростов-на-Дону          | МУП «Ростовская транспортная компания»                  | АКСМ-32102                              | 10 |
| Россия        | Ростов-на-Дону          | МУП «Ростовская транспортная компания»                  | СВАРЗ-6235.01                           | 14 |
| Россия        | Рубцовск                | Рубцовский троллейбус                                   | АКСМ-321                                | 8 |
| Россия        | Рязань                  | МУП «УРТ»                                               | АКСМ-321                                | 10 (Один Б/У из Москвы списан)                                                                                  |
| Россия        | Самара                  | МП «Трамвайно-троллейбусное управление»                 | АКСМ-321                                | 36 |
| Россия        | Санкт-Петербург         | ГУП «Горэлектротранс»                                   | АКСМ-321                                | 90 (9 списано)                                                                                                  |
| Россия        | Санкт-Петербург         | ГУП «Горэлектротранс»                                   | АКСМ-32100D                             | 35 |
| Россия        | Саратов                 | Саратовский троллейбус                                  | АКСМ-321                                | 31 |
| Россия        | Смоленск                | Смоленский троллейбус                                   | АКСМ-321                                | 1 |
| Россия        | Тверь                   | Тверской троллейбус                                     | АКСМ-32102                              | 4 (списаны) |
| Россия        | Тольятти                | МП «Тольяттинское троллейбусное управление»             | АКСМ-321                                | 40 |
| Россия        | Томск                   | ТГУ МП «Трамвайно-троллейбусное управление»             | АКСМ-321                                | 59 (1 списан)                                                                                                   |
| Россия        | Ульяновск               | МУП «Ульяновскэлектротранс»                             | АКСМ-321                                | 25 |
| Россия        | Ульяновск               | МУП «Ульяновскэлектротранс»                             | АКСМ-32100D                             | 3 |
| Россия        | Хабаровск               | МУП «Городской Электрический Транспорт»                 | АКСМ-321                                | 20 (1 списан)                                                                                                   |
| Химки         | МУП «Химкиэлектротранс» | АКСМ-321                                                | 12                                      | |
| Крым          | Симферополь             | ГУП «Крымтроллейбус»                                    | АКСМ-32102                              | 5 (отстранены)                                                                                                  |
| Сербия        | Белград                 | ГСП «Београд»                                           | АКСМ-32100С                             | 83 |
| Сербия        | Белград                 | ГСП «Београд»                                           | АКСМ-32104С                             | 10 |
| Таджикистан   | Душанбе                 | КП «Душанбенаклиётхадамотрасон»                         | АКСМ-32100D                             | 104 |
| Украина       | Днепр                   | КП «Днепровский электротранспорт»                       | АКСМ-321                                | 13 |
| Украина       | Днепр                   | КП «Днепровский электротранспорт»                       | АКСМ 321 (БКМ-Україна)                  | 13 |
| Украина       | Днепр                   | КП «Днепровский электротранспорт»                       | АКСМ 321D (БКМ-Україна)                 | 12 |
| Украина       | Житомир                 | КП «Житомирское трамвайно-троллейбусное управление»     | АКСМ 321 (БКМ-Україна)                  | 50 |
| Украина       | Ивано-Франковск         | МКП «Электроавтотранс»                                  | АКСМ-321                                | 29 |
| Украина       | Краматорск              | КП «Краматорское трамвайно-троллейбусное управление»    | АКСМ-321                                | 7 |
| Украина       | Краматорск              | КП «Краматорское трамвайно-троллейбусное управление»    | АКСМ 321D (БКМ-Україна)                 | 2 |
| Украина       | Мариуполь               | КП «Мариупольское трамвайно-троллейбусное управление»   | АКСМ-321                                | 3 (1 полностью уничтожен. Последствия боевых действий)                                                          |
| Украина       | Мариуполь               | КП «Мариупольское трамвайно-троллейбусное управление»   | АКСМ 321 (БКМ-Україна)                  | 57 (большая часть уничтожена. Последствия боевых действий)                                                      |
| Украина       | Одесса                  | КП «ОГЭТ»                                               | АКСМ-321                                | 47 |
| Украина       | Северодонецк            | КП «Северодонецкое троллейбусное управление»            | АКСМ-32100А                             | 10 |
| Украина       | Сумы                    | КП СМР «Електроавтотранс»                               | АКСМ-321                                | 4 |
| Украина       | Черкассы                | КП «Черкассыэлектротранс»                               | АКСМ-32102                              | 1 |
| Украина       | Черкассы                | КП «Черкассыэлектротранс»                               | АКСМ-321                                | 15 |
| Украина       | Чернигов                | КП «Черниговское троллейбусное управление»              | Еталон Т32100 «БКМ» (ЧАЗ)               | 3 |
| Украина       | Херсон                  | ГКП «Херсонэлектротранс»                                | АКСМ 321 (БКМ-Україна)                  | 4 |